# 悪行税
悪行税（あくぎょうぜい）または害悪税（がいあくぜい）とは、たとえば酒類や煙草、キャンディー、麻薬、ソフトドリンク、ファースト・フード、コーヒー、砂糖、賭博やポルノグラフィーの類の、社会に有害とみなされる一定の商品に課せられる消費税もしくは物品税である。
そのような諸々の租税にたいして通常二つの要求された目的が主張するよう使われる。

## 解説
これらの商品によって生じる社会にたいする損害について支払われるピグー税と比較して、低い需要になるよう努めることにおいて、もしくはそれらを低下して、歳入の新しい税源を増加もしくは見つけて、価格を上げるよう悪行税は用いられる。悪行税の増税はその他の租税の増税よりもしばしば大いに人気がある。しかしながら、これらの租税は貧困層の負担、肉体的ならびに精神的な依存への課税、および子守国家の一部となることについてしばしば批判されてきた。